# 高橋至恩
高橋 至恩（たかはし しおん）は、日本の俳優である。
クォーターフォースに所属。埼玉県出身で身長137cm、体重31kg。

## 出演

### 映画
- しあわせカモン（2009年、監督：中村大哉） - 松本哲也（子供時代）役

### CM
- NTTドコモ
- インテル
- イオン
- 光ゼミナール
- マクドナルド
- 31アイスクリーム
- らぽーと
- 三菱自動車
- 大阪ガス
- 三井住友生命

### PV
- 東京書籍

### スチール
- HONDA
- まっぷる
- スーモ
- 週刊女性
- すてきな奥さん
- オリンパス

### イベント
- 東京ゲームショウ（子供神主役）